# アンソニー・ペック
アンソニー・ペック（Anthony Peck,  1947年3月20日 - 1996年7月30日）は、アメリカ合衆国の俳優である。

## 来歴
1947年、オハイオ州のヤングスタウンに生まれる。同州にあるトレド大学で演劇を学び、テンプル大学で演劇の学位を取得している。1985年にピーター・オトゥール主演のSFコメディ映画『クリエイター』で劇場映画デビュー。その後、テレビドラマなどでキャリアを重ね1988年にブルース・ウィリスの出世作『ダイ・ハード』へも出演。同作品は役名もない小さな役柄ではあったが、1995年に製作された第3作目の『ダイ・ハード3』へ別の役柄で出演した際には、ウィリス演じるジョン・マクレーンが勤務するニューヨーク市警察の刑事を役名付きで演じた。それ以外ではアーノルド・シュワルツェネッガー主演のアクションコメディ映画『ラスト・アクション・ヒーロー』やクリント・イーストウッド主演の『ザ・シークレット・サービス』などの話題作へも出演している。

### 死去
1996年3月20日、癌のためカリフォルニア州のビバリー・ヒルズにて死去。49歳だった。

## 出演作品

### 映画
- クリエイター Creator (1985)
- ダイ・ハード Die Hard (1988)
- レッド・オクトーバーを追え! The Hunt for Red October (1990)
- Unbecoming Age (1992)
- ラスト・アクション・ヒーロー Last Action Hero (1993)
- ザ・シークレット・サービス In the Line of Fire (1993)
- ダイ・ハード3 Dai hado 3 (1995)
- ジュラシックウォーズ Carnosaur 3: Primal Species (1996)

### テレビドラマ
- フラミンゴ・ロード Flamingo Road (1981)
- Mork & Mindy (1981)
- ナイトライダー Knight Rider (1985)
- Gimme a Break! (1986)
- Hunter (1986, 1987)
- ヒルストリート・ブルース Hill Street Blues (1987)
- 美女と野獣 Beauty and the Beast (1987)
- Who's the Boss? (1987)
- The Bronx Zoo (1988)
- ダラス Dallas (1989)
- タイムマシーンにお願い Quantum Leap (1992)